# Шинин, Александр Евгеньевич
Александр Евгеньевич Шинин (род. 7 января 1984, Челябинск) — российский хоккеист, защитник. Хоккейный функционер.

## Карьера
Начал карьеру в 2001 году в челябинском «Тракторе». В следующем году перешёл в череповецкую «Северсталь», где выступал до 2010 года, за исключением периода 2004—2005 годов, когда играл за челябинские клубы «Мечел» и «Трактор», которые выступали в Высшей лиге. В Череповце стал одним из основных защитников, заслужив в 2009 году звание капитана команды.
Сезон 2010/11 начинал в «Северстали». Однако из-за травмы сыграл за череповчан лишь три матча, после чего 17 октября подписал контракт с «Трактором», в составе которого за остаток сезона набрал 11 (3+8) очков в 37 проведённых матчах.

### Международная
За сборную России выступал на юниорском чемпионате мира 2002 года, на котором завоевал серебряную медаль.
В 2020 году стал директором по спортивному развитию «Трактора». 20 июля 2023 года был уволен по собственному желанию.

## Достижения
- Серебряный призёр чемпионата КХЛ в сезоне 2012/2013 в составе челябинского «Трактора».
- Бронзовый призёр чемпионата КХЛ в сезоне 2011/2012 в составе челябинского «Трактора».
- Обладатель Кубок Континента КХЛ в сезоне 2011/2012 в составе челябинского «Трактора».
- Серебряный призёр юниорского чемпионата мира 2002.
- Серебряный призёр чемпионата России 2003.

## Статистика
| Легенда | Легенда                    | Легенда | Легенда                   | Легенда | Легенда    |
| ------- | -------------------------- | ------- | ------------------------- | ------- | ---------- |
| И       | Количество проведённых игр | Штр     | Штрафное время            | +/−     | Плюс-минус |
| Г       | Голы                       | П       | Голевые передачи          | О       | Очки       |
| -       | Статистика неизвестна      | —       | Статистика не учитывалась |         |            |

### Клубная карьера
- a В этом сезоне в «Плей-офф» учитывается статистика игрока в Кубке Надежды.